# Super Young Team
Il Super Young Team è un gruppo di supereroi giapponesi dell'universo DC Comics. Il gruppo apparve per la prima volta sul primo numero di Final Crisis Sketchbook (maggio 2008) ed è stato creato da Grant Morrison e JG Jones.

## Storia editoriale
Il concept per questo gruppo di supereroi fu di Grant Morrison, che aveva pecendemente concepito i Great Ten, e i sei vennero menzionati per la prima volta sul numero 6 della serie 52. Si ispiravano a un misto fra i supereroi americani e la cultura pop giapponese.
I supereroi fecero la loro prima apparizione al completo nel Final Crisis di Morrison, dove veniva rivelato che erano l'incarnazione del Quinto Mondo dei Forever People. Comparvero anche in Final Crisis Aftermath: Dance, scritto da Joe Casey con i disegni di ChrisCross.

## Formazione

### Most Excellent Superbat
Most Excellent Superbat (Heino) è il leader del gruppo. Indossa una bizzarra uniforme rossa e gialla ispirata ai costumi di Superman e Batman. Stando alle sue parole, il suo superpotere è "essere così ricco da poter fare qualsiasi cosa", ma può altresì contare su una serie di gadget tecnologicamente avanzati (uno dei quali può generare un esoscheletro di energia) e un buon addestramento nelle arti marziali. La sua base è un'isola base segreta chiamata "Most Serene Sanctuary" ("Serenissimo Santuario") e contiene un supercomputer denominato "campo dati unificato" con cui può interagire solo quando tramite meditazione riesce a sintonizzare le proprie onde cerebrali sulla frequenza delle onde theta. Come visto sul primo numero di Final Crisis Aftermath: Dance, il fantasma di un essere che si fa chiamare "Ultimon Alpha" gli era precedentemente apparso in una visione.
Alla fine della serie dimostra di essere davvero ricco come affermava quando decide di acquistare l'intero Giappone.

### Big Atomic Lantern Boy
Big Atomic Lantern Boy è il secondo in comando dopo Most Excellent Superbat. Indossa un costume verde, munito di un oblò a raggi-x sul petto. L'oblò lascia intravedere il suo scheletro e gli consente di sparare raggi verdi che emettono diversi tipi di radiazioni. È invaghito di Shiny Happy Aquazon.

### Crazy Shy Lolita Canary
Crazy Shy Lolita Canary è un'eroina alata che indossa la classica uniforme da studentessa giapponese. Le sue dimensioni sono così ridotte che può stare in una mano. Può emettere un urlo sonoro (sempre il solito: Sumimasen, "Mi scusi") simile a quello di Black Canary tranne per il fatto che questo suona come una potente miscela modulata di più voci.

### Shiny Happy Aquazon
Shiny Happy Aquazon è la figlia di Junior Waveman (Riki Kimura) -un membro fondatore di Big Science Action e della figlia geniale di Senior Waveman Otomo. Ha la capacità di creare costrutti d'acqua solida similmente a Mera, la moglie di Aquaman. È attratta da Sonic Lightning Flash. Sul numero quattro di Final Crisis Aftermath: Dance, suo padre, che ora è Senior Waveman Kimura, la invita a unirsi ai Big Science Action. 

### Well-Spoken Sonic Lightning Flash
Well-Spoken Sonic Lightning Flash, il cui vero nome è Keigo, indossa un casco rotondo e scarpe da ginnastica giganti. È in grado di correre a più di 800 Km/h.

### Sunny Sumo
Il gruppo recluta anche Sunny Sumo, un potente lottatore dotato di un efficiente fattore di guarigione. Egli è altresì immune a qualsiasi tentativo di controllo mentale. Sumo era già apparso come aiutante dei Forever People nella loro serie originale, ma era rimasto bloccato nell'antico Giappone dove aveva avviato un'esistenza pacifica. Ma -un po' incoerentemente- il Sunny Sumo che si unisce al Super Young Team è un esule del pianeta Terra-51, da cui era fuggito prima che venisse distrutto.

## Equipaggiamento
Il Super Young Team ha un veicolo chiamato Wonder Wagon: un'auto in grado di volare simile al Whiz Wagon della Newsboy Legion.